# ماراثون لندن 2010
ماراثون لندن 2010 (بالإنجليزية: 2010 London Marathon)‏ هو موسم من ماراثون لندن. أقيم بتاريخ 25 أبريل 2010، وفاز فيه سيكاي كيبيدي، وأسيليفيتش ميرجيا.